# Revolution for DS
Revolution for DS, abreviado R4 o R4 DS, es una tarjeta flash para Nintendo DS creada exclusivamente para emulación de ROMs y para ejecutar aplicaciones ilegales o crakeadas en la consola.
Los flashcard R4 de primera generación tienen un chip especial, este chip no es para la emulación, sino una protección anticopia que impiden que otros competidores plagien el dispositivo. La segunda generación de flashcard surgió cuando otros crackers rompieron la protección de los R4, sin embargo, estas nuevas tarjetas requerían añadir diversos dispositivos a la consola o parchar los ROMs.
Los flashcard para 3DS siguen en primera generación.

## Características
- Entre las características del R4 podemos encontrar:
  - Soporta ROMs de Nintendo DS, Homebrews y el reproductor multimedia Moonshell.
  - Compatible con el modo Sleep y la Pantalla Táctil de la consola.
  - Igual que un juego de DS.
  - Utiliza tarjetas MicroSD como unidad de almacenamiento.
  - Ejecuta roms limpias o traducidas por fanes. No necesitan ser "parcheadas".
  - Muy fácil de usar: copia y pega los ficheros a la tarjeta MicroSD.
  - No requiere drivers.
  - Compatible con sistema FAT16 o FAT32.
  - Compatible con tarjetas MicroSD de máximo 2 GiB en las tarjetas R4 de 1.ª generación, o de máximo 32 GiB micro SD HC en tarjetas R4i de 2.ª o siguientes generaciones.
  - Firmware actualizable (OS / Bios / núcleo)
  - Control a través de la pantalla táctil.
  - Las partidas no se guardan en la tarjeta R4. Se guardan en la MicroSD con un fichero .sav para hacer más fácil respaldos y evitar perdida de datos.
  - Detección del tipo de partida guardada y generación automática del fichero.
  - Compatible con software casero.
  - Reproduce videos, MP3s y ficheros TXT a través de Moonshell.
  - Compatible con WiFi, DS Rumble Pack y DS Browser.
  - Soporta los cheats (trucos) de Action Replay.
  - Soporta imágenes (excepto formato gif)

## Ediciones
- Compatibles solo para DS y DSLite
  - R4 DS
  - R4 DS Max
- Compatibles solo para DS, DSL y DSi
  - Hyper R4i
- Compatibles solo para DS, DSL, DSi y DSiXL
  - R4i DS
  - R4i TTDS
  - R4i Avance
  - R4i Deluxe
- Compatibles solo para DS, DSL, DSi, DSiXL y 3DS
  - R4i3D
  - R4i 3DS
  - R4i 3DS (con WiFi Firmware Update)
  - R4i SDHC
  - R4i SDHC RTS
  - R4i SDHC Silver RTS
- Compatibles para DS, DSL, DSi, DSiXL, 3DS y 3DSXL
  - R4i 3DS Gold
  - R4i Max
  - R4i Dual Core

## Copias del R4

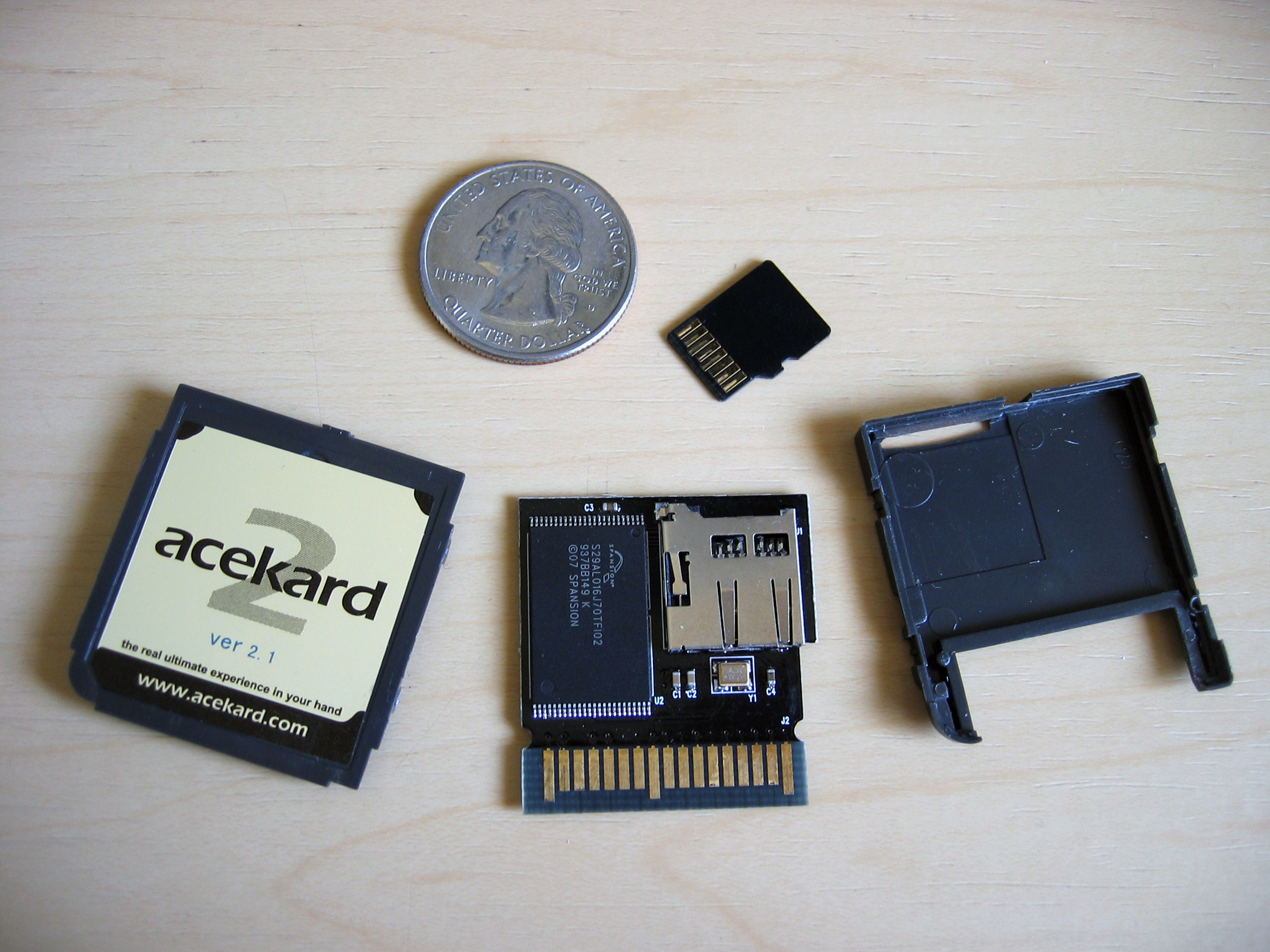
Detalle interno de una DS flashcard mostrada junto a un cuarto de dólar y una tarjeta Micro SD.

Al romperse la protección de los R4 originales, aparecieron imitaciones como R4 Update-II, Update III y el N5 entre otras que no son fabricadas por el R4 Team (el equipo que creó el R4); son copias hechas por otras personas que pueden funcionar pero tienden gradualmente a perder su funcionalidad, así mismo también puede ir dañando la consola poco a poco hasta llegar a un estado en que esta quede inutilizable. El R4 Team anunció el 4 de julio de 2008 que lanzará un nuevo núcleo el 15 de septiembre de 2008 que podría dejar inutilizables las copias del R4 en las que se utilice, pero esto no significa que vaya a dañar la consola, como anunció el mismo R4 team tres días después, el 7 de julio de 2008. El 25 de septiembre de 2008 sale el Kernel v1.18, el último firmware hasta la fecha.
En 2010 salió el nuevo kernel para R4 y M3 Simply el Wood R4 que tiene una excelente compatibilidad con los nuevos juegos que van saliendo, se actualiza constantemente.

## R4i y sus clones
Con la salida del Nintendo DSi, se inventaron diferentes flashcards, entre ellas la R4i. No es el original del R4 Team, ya que la dejaron de fabricar en 2009. La R4i funciona en todas las consolas Nintendo DS (NDS/NDSL/NDSi) y admitía solo tarjetas micro SD de un máximo de 2 GB, pero las siguientes que salieron si admiten SDHC de un máximo de 32 GB.

## R4i SDHC (White, Silver, Gold y Platinum)
De nuevo, al salir al mercado la consola Nintendo 3DS, se tuvieron que rediseñar las antiguas flashcards, que se dejaron de fabricar (la R4 y la R4i). Fueron sustituidas por la R4i SDHC y sus variantes tales como: White, Silver, Gold y Platinum que, según el modelo, funcionan en todas las consolas Nintendo 3DS-DSi-DS (NDS/NDSL/NDSi/3DS) y admiten tarjetas de memoria tanto micro SD como SDHC de hasta un máximo de 32 GB. Estas flashcards poseen la forma de actualizar su firmware interno tanto como su kernel que es almacenado en la tarjeta de memoria SD o SDHC, con el fin de mantener la compatibilidad para las nuevas versiones del firmware de la consola y con los juegos más nuevos respectivamente.